# Parcul Național Lunca Dunării (Austria)

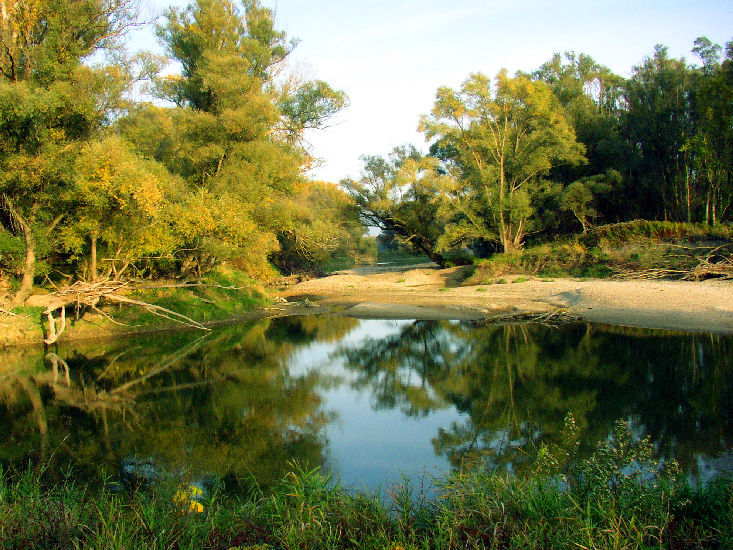

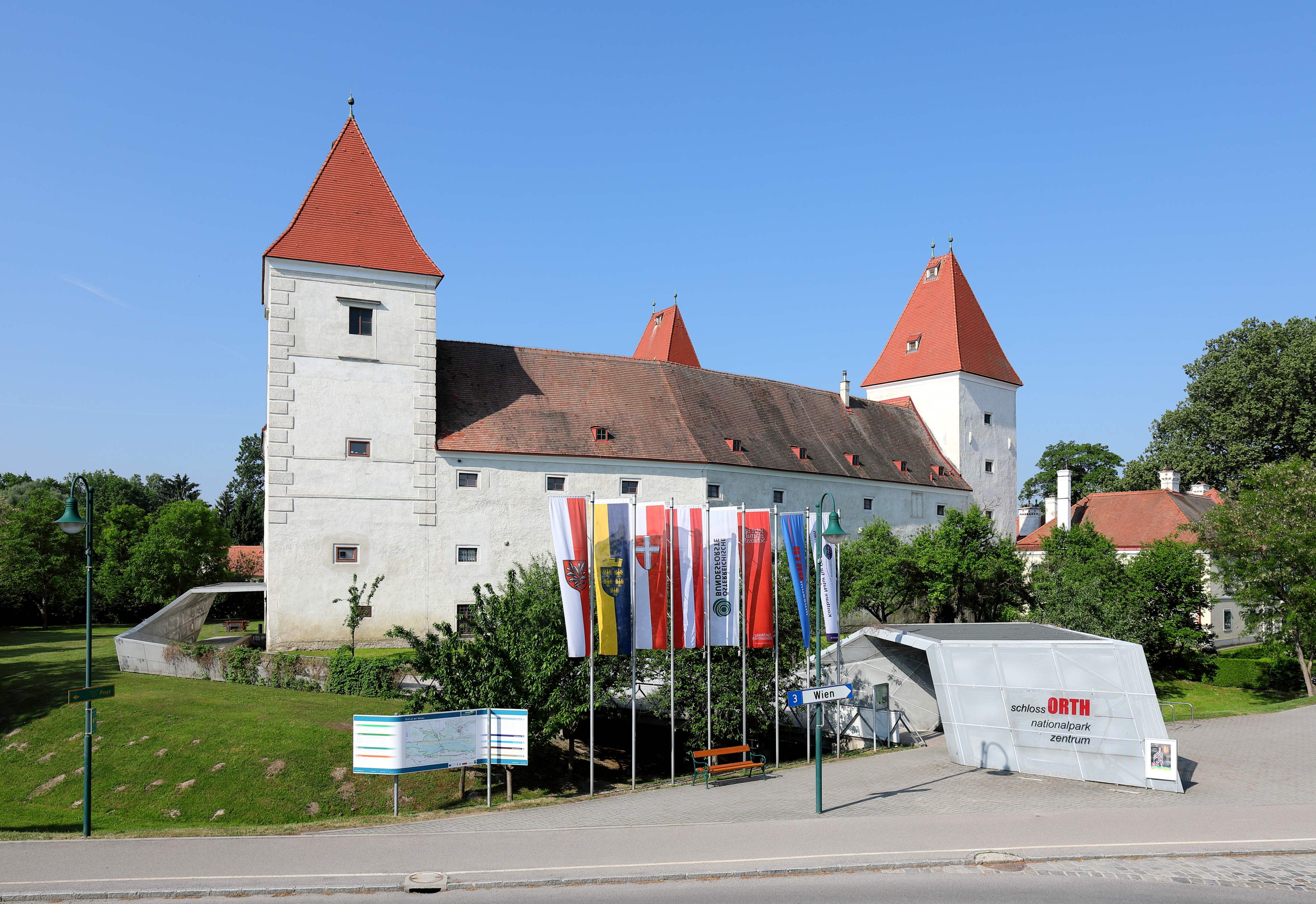
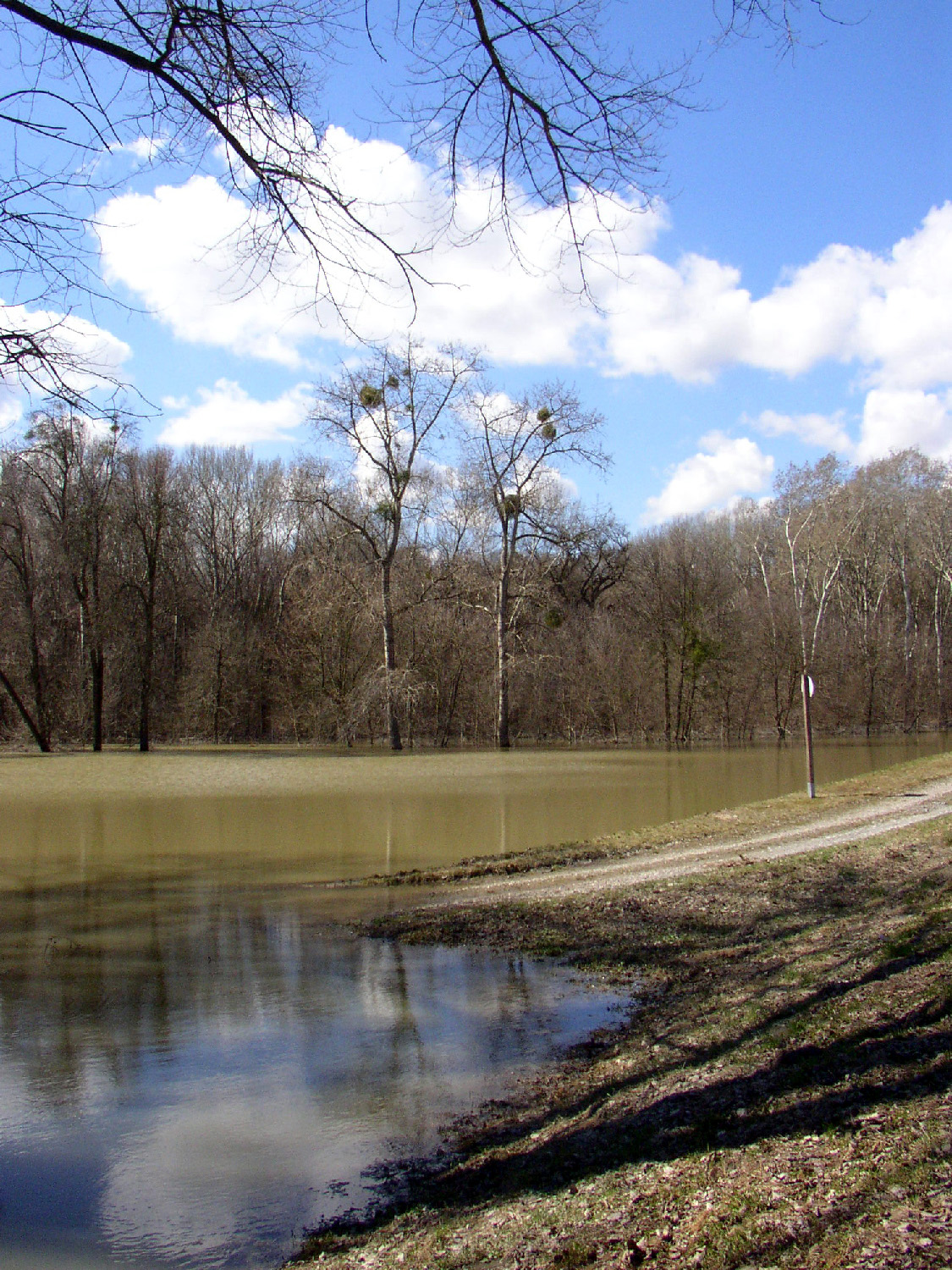
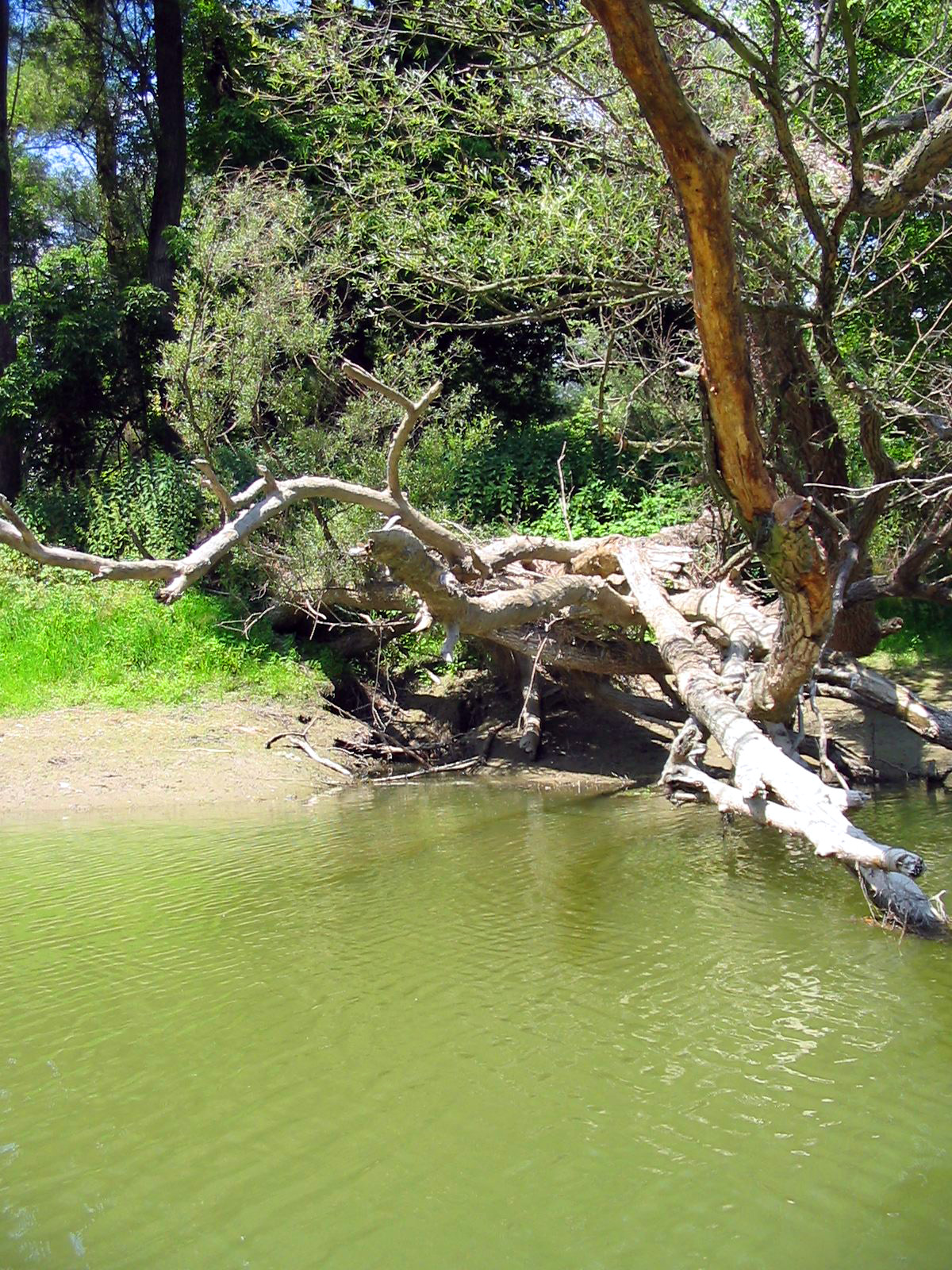

Parcul Național Lunca Dunării (Austria) se întinde pe o suprafață de 9.300 ha, fiind regiunea de luncă de-a lungul Dunării cu păstrarea cea mai intactă a naturii din Europa Centrală. Parcul se are lățimea maximă de 4 km, și se întinde pe o lungime de 38 km, de la Viena până la granița cu Slovacia la locul de vărsare a râului March în Dunăre. Regiunea de luncă a fost declarat în anul 1996 parc național. Parcul cuprinde localitățile Wien (Lobau), Groß-Enzersdorf, Orth an der Donau, Eckartsau, Engelhartstetten, Hainburg, Bad Deutsch-Altenburg, Petronell-Carnuntum, Regelsbrunn, Haslau-Maria Ellend, Fischamend și Schwechat.